# Syndrome de Li-Fraumeni
 Mise en garde médicale
Décrit en 1969, le syndrome de Li-Fraumeni fait partie des syndromes génétiques prédisposant au cancer qui se transmettent sur un mode dominant autosomique. Les cancers en cause sont ceux des tissus mous (muscles surtout), des seins, des os, de la peau, du côlon, du pancréas, des surrénales, du cerveau et du sang (leucémie). Ce syndrome est le risque de développer simultanément plusieurs de ces cancers. Il fut découvert en 1969 par deux épidémiologistes Frederick Li et Joseph Fraumeni à partir d'une étude portant sur 648 enfants atteints de cancers des muscles (rhabdomyosarcome).

## Physiopathologie
Il semble exister une augmentation du métabolisme mitochondrial.

## Diagnostic
Le diagnostic est évoqué cliniquement. Il existe deux formes de ce syndrome :
- Le syndrome de Li-Fraumeni classique
- Le syndrome de Li-Fraumeni like

### Clinique

#### Syndrome de Li-Fraumeni classique
- Une personne atteinte de sarcome avant l'âge de 45 ans et
- Un parent au premier degré présentant un cancer avant l'âge de 45 ans et
- Un parent au premier ou second degré présentant soit un cancer avant l'âge de 45 ans, soit un sarcome à tout âge.

#### Syndrome de Li-Fraumenilike
Deux définitions existent :
- la première définition :
  - Une personne atteinte de sarcome, de tumeur du cerveau ou des surrénales avant l'âge de 45 ans et
  - Un parent au premier ou second degré présentant un cancer (sarcome, sein, cerveau, surrènale ou leucémie) et
  - Un parent au premier ou second degré présentant un cancer de n'importe quel type avant 60 ans.
- L'autre définition :
  - Deux parents au premier ou second degré présentant un cancer des tissus mous, des seins, des os, de la peau, du colon, du pancréas, des surrénales, du cerveau et du sang (leucémie) à n'importe quel âge.

### Génétique
L'analyse mutationnelle du gène TP53 permet de poser le diagnostic sur des bases moléculaires. Le gène code la protéine P53 qui est un facteur de transcription régulant certaines fonctions cellulaires importantes comme la mitose ou la mort programmée

### Surveillance
Aucune surveillance particulière ne permet de réduire la mortalité.

Il faudra éviter au maximum les expositions aux radiations en raison du risque important de cancer radio-induit chez ces personnes.

### Conseil génétique
La pénétrance, c'est-à-dire le risque d'apparition d'un cancer chez les porteurs de mutation, a été estimée environ à 50 % à 30 ans et à 90 % à 60 ans.

## Sources
- (fr) Li-Fraumeni sur Orphanet
- (en) Online Mendelian Inheritance in Man, OMIM (TM). Johns Hopkins University, Baltimore, MD. MIM Number: 151623
- (en) GeneTests: Medical Genetics Information Resource (database online). Copyright, University of Washington, Seattle. 1993-2005 . À remarquer que l'un des deux auteurs de cet article est Frederick Li.